# Billy Garrett
Billy Garrett (Princeton, 24 april 1933 - Glendale, 15 februari 1999) was een Amerikaans Formule 1-coureur.
Hij reed twee races; de Indianapolis 500 van 1956 en 1958. In 1956 behaalde Garrett de 16e positie met zes rondjes achterstand op de winnaar Pat Flaherty, hij reed deze race in een Kuzma-Offenhauser. Twee jaar later reed Garrett met een Kurtis Kraft de race niet uit, hij viel deze race uit met een aandrijvingsprobleem.